# Coptocephala judaea
Coptocephala judaea es un coleóptero de la familia Chrysomelidae.
Fue descrita científicamente en 1992 por Medvedev.